# Psora nipponica
Psora nipponica är en lavart som först beskrevs av Alexander Zahlbruckner, och fick sitt nu gällande namn av Gotth. Schneid. Psora nipponica ingår i släktet Psora och familjen Psoraceae.   Inga underarter finns listade i Catalogue of Life.